# 菲利普·基斯
菲利普·基斯（1990年10月13日—）是一位斯洛伐克足球運動員。在場上的位置是中場。他現在效力於蘇格蘭足球甲級聯賽球隊羅斯郡足球俱樂部。他也代表斯洛伐克國家足球隊參賽。